# Evanđelje po Judi
Evanđelje po Judi je dokument na 13 listova papirusa koji je slučajno pronađen 1978. god. u Egiptu. Od 1980-ih gubi mu se svaki trag, da bi se pojavio 1999. godine kad ga je mešetarica antikviteta, Freeda Chacos, kupila od jednog trgovca starinama. Dala ga je na proučavanje u univerztet u Yaleu, gdje su ga prepoznali i savjetovali joj da ga povjeri znanstvenicima i restauratorima. Do 2005. godine restaurirano je oko 85% teksta, jer se dio uništio u lošim uvjetima (bio je čuvan u vlažnom i tamnom sefu, pa se pretvorio u prah). Prema prijevodu teksta može se zaključiti da je to gnostičko evanđelje, vjerojatno prijepis nastao u egipatskim koptskim pokrajinama.

## Riječ evanđelja
Prema Evanđelju po Judi, priča o Izdaji Isusa Krista tekla je drugačije nego što to prikazuju nama poznata evanđelja (po Mateju, Marku, Luki ili Ivanu). Prema njoj, izdajica Juda Iškariotski postaje junak koji žrtvuje tijelo Krista na njegov nagovor. 
U daljnjim dijalozima dolazi do vrhunca radnje u kojemu Isus Judi otkriva tajnu Nebeskog Kraljevstva ovim riječima: Kraljevstvo Nebesko je velik, bezgraničan prostor, kojeg nije vidjelo oko nijednog anđela, niti razumjelo srce ijednog grješnika. Tim riječima daje se osnovni smisao Judinog evanđelja koji se očituje u gnostičkom nauku: Bog nije stvoritelj Neba i Zemlje, nego je duhovna snaga koja leži u svakom čovjeku koju možemo spoznati jedino dubokom vjerom i pravim naukom.